# Кюртен, Петер
Петер Кюртен (нем. Peter Kürten; 26 мая 1883, Мюльхайм — 2 июля 1931, Кёльн) — немецкий серийный убийца. Совершил 72 преступления: 9 убийств, 32 покушения на убийство, 3 нападения, одно покушение на изнасилование, а также 27 поджогов. В 1931 году был признан виновным в совершении 9 убийств и приговорён к смертной казни.

## Биография
Родился 26 мая 1883 года в Мюльхайме в многодетной семье формовщика. Отец часто выпивал, в материалах дела он упоминается как «наследственный алкоголик», который регулярно избивал жену и детей. В 1889 году Петер пошёл в школу. В 1891 году совершил первый побег из дома, но через три недели был пойман полицией. В 1895 году семья переехала в Дюссельдорф, где Петер окончил школу. В 1897 году стал учеником формовщика на той же фабрике, на которой работал его отец. В том же году Кюртен-старший был приговорён к полутора годам тюремного заключения за попытку изнасилования собственной дочери.
По словам Петера Кюртена, подростком он редко мастурбировал, а сексуальное удовлетворение получал, мучая животных — свиней, овец, коз. Иногда занимался с ними сексом. В 16 лет, по его собственным словам, познал женщину.
В июне 1899 года был приговорён к двухмесячному тюремному заключению за присвоение чужих денег. Арестован на двое суток за ночлег под открытым небом. В январе 1900 года заключён в тюрьму на семь суток за нарушение неприкосновенности жилища и угрозы. Чуть не задушил девушку из Альтштадта. В том же году последовали тюремные заключения за мошенничество и две кражи, в том числе со взломом.
В январе 1901 года Кюртен был приговорён к двум годам тюремного заключения за кражу двух велосипедов. За нарушение дисциплины четырнадцать дней находился в кандалах. Впервые проникся идеей мщения.
В апреле 1903 года приговорен к одному году и трём неделям тюрьмы за насильственные действия в отношении семьи Бреннер. Получил ряд дисциплинарных взысканий, таких как заключение в оковы и содержание в одиночной камере. Воображая сцены насилия над своими мучителями, испытывал чувство сексуального удовлетворения: «Когда я был один в камере, я всегда представлял себе (…) насилие, для меня это было одно удовольствие, сегодня я могу это спокойно сказать, все происходило само собой, и я повторяю, я ничего для этого не делал, так, я скажу прямо, мы ведь тут среди мужчин: член был не твёрдым, а вялым». (Вопрос: «И при этом происходило семяизвержение?») «Да, но это было такое приятное ощущение, в спине, в мозгу, то, что называют возбуждением».
В 1904 году, выйдя из тюрьмы, совершил серию поджогов. В том же году был призван в армию, но вскоре дезертировал. В сентябре 1905 года военный трибунал в Меце приговорил его к семи годам тюремного заключения, которое он отбывал в Мюнстере.
В 1912 году, отбыв срок наказания, вернулся в Дюссельдорф. Был приговорён к шести месяцам тюремного заключения за стрельбу из револьвера. Отбывал срок в Дерендорфе, Анрате и Лингене.
В апреле 1913 года вышел на свободу. Напал с топором на сидящего на скамейке мужчину. 25 мая того же года убил девятилетнюю Кристину Кляйн. В ноябре был приговорён к шести годам тюремного заключения за серию краж. Срок заключения был продлён ему на два года за бунт в тюрьме. Отбывал наказание в Зигбурге, Райнбахе и Бриге.
В апреле 1921 годы, выйдя на свободу, поселился у своей сестры в Альтенберге и устроился на работу в литейной мастерской, был профсоюзным организатором в Союзе металлургов, членом производственного совета. В 1923 году женился на Августе Шарф.
В 1925 году вернулся в Дюссельдорф. В апреле 1926 года был приговорён к двум месяцам тюремного заключения. Подал апелляционную жалобу, которая была отклонена. Подал кассационную жалобу. В ходе её рассмотрения в суде всплыли его прежние судимости. В результате его жена потребовала расторжения брака, но вскоре решила помириться. Незадолго до вступления приговора в силу они обвенчались в церкви. В том же году в течение четырёх месяцев Кюртен находился под следствием по обвинению в изнасиловании. Был приговорён к пяти месяцам тюремного заключения за подделку документов.
В 1927 году совершил серию поджогов. Осенью отсидел два месяца в тюрьме за брачное мошенничество. Снова оказавшись на свободе, совершил несколько поджогов и нападений без смертельного исхода.
В 1928 году был приговорён к восьми месяцам тюремного заключения. Выйдя из тюрьмы, снова совершил серию поджогов и нападений без смертельного исхода.

## Серия убийств
2 февраля 1929 года Петер Кюртен совершил попытку убийства Аполлонии Кюн. 9 февраля он убил Розу Олигер, а 12 февраля — Рудольфа Шеера. 21 июля того же года он совершил попытку убийства Марии Вассерман, 8 августа убил Марию Хан. 20 августа Кюртен совершил попытку убийства Анны Гольдхаузен, Ольги Мантель, Хайнриха Корнблюма. 24 августа он убил Гертруду Хамахер и Луизу Ленцен, а 25 августа пытался убить Гертруду Шульте. 29 сентября он убил Иду Ройтер, 11 октября — Элизабет Дёрриер, а 7 ноября – Гертруду Альберман.
Орудиями убийства ему служили ножницы, кинжал и молоток. При этом он впадал в кровавое опьянение. Промежутки между нападениями и убийствами сокращались. С каждым разом убийства становились всё более жестокими. Кровь жертв возбуждала его: «Например, я слышал прилив крови, значит, это точно было семяизвержение; это факт, от этого никуда не деться». По крайней мере один раз он пил кровь своей жертвы.
23 февраля 1930 года Кюртен пытался убить Хильдегард Айд, 7 марта — Марианну дель Санто, 13 апреля — Гертруду Хау, 30 апреля – Шарлотту Ульрих, 14 мая — Марию Будлис.
В письме подруге Будлис описала, что с ней произошло. Из-за ошибки в адресе письмо было передано в полицию, которая вышла на девушку. С её помощью удалось найти квартиру Кюртена, так как прежде чем изнасиловать её в лесу, Кюртен приводил Будлис к себе домой.
23 мая 1930 года Кюртен признался в совершенных им преступлениях своей жене, которая обратилась в полицию. 24 мая был арестован и в ходе допросов сделал чистосердечное признание. При этом взял на себя вину и за убийства, которых не совершал. 24 июня отказался от своих показаний. 30 августа снова сделал чистосердечное признание. В период с 1 октября по 2 ноября и с 4 ноября по 13 декабря подвергся двум судебно-психиатрическим экспертизам. Эксперты были единодушны в том, что Кюртен действовал преднамеренно и в момент совершения преступления отдавал отчёт своим действиям. По их мнению, мотивом было сексуальное удовлетворение, а причиной насилия – садизм. Следствие завершилось 29 января 1931 года.
22 апреля 1931 года суд признал Кюртена виновным в девяти убийствах, двух связанных с ними изнасилованиях и приговорил его к смертной казни, суд также признал его виновным в семи попытках убийства и приговорил его к пятнадцати годам тюремного заключения. 1 июля 1931 года прошение о помиловании было отклонено.
Петер Кюртен был гильотинирован 2 июля 1931 года в тюрьме Кёльн-Клингельпюц. Тело было передано врачам на обследование. Помимо прочего, они исследовали мозг на предмет аномальных изменений. Тело было захоронено без головы. После Второй мировой войны мумифицированная голова Кюртена попала в Соединенные Штаты. Она выставлена в качестве экспоната в Музее Рипли «Хотите верьте, хотите нет!» в Уисконсин-Делсе.

## В массовой культуре
- «М» — художественный фильм 1931 года немецкого режиссёра Фрица Ланга, классический триллер о маньяке-убийце.
- «Вампир из Дюссельдорфа» (Le vampire de Düsseldorf) — художественный фильм 1965 года французского режиссёра Робера Оссейна.
- «Нормальный» — художественный фильм 2009 года о суде над Кюртеном. Большинство показанных в нём событий — вымысел сценаристов.
- «Vampir von Düsseldorf» — песня немецкой дарк-метал группы Eisregen о Кюртене, вышедшая 2 декабря 2022 года на сингле «Wiedergänger».